# BVG

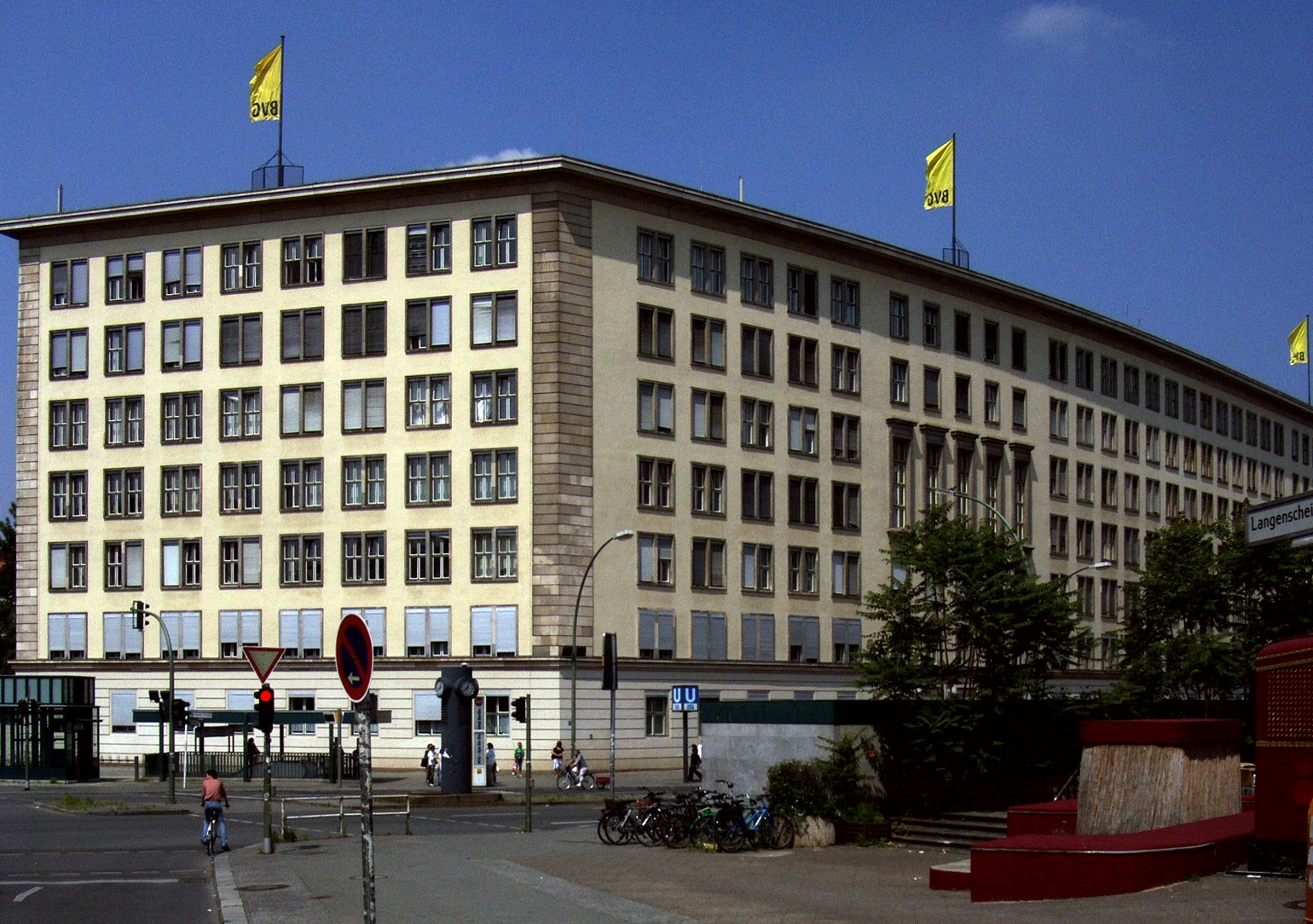
Sede da empresa em Berlim

A Berliner Verkehrsbetriebe (BVG), em português Companhia de Transportes Berlinense, é a empresa que gere os autocarros, eléctricos e a Metro de Berlim da cidade de
Berlim. Em determinados locais também há oferta de linhas de barco (o sistema de
transportes intra-urbanos é completado pela S-Bahn - equivalente a comboio suburbano -,
que, no entanto, não é gerido pela BVG).

## Bilhetes
Bilhetes podem ser comprados em inúmeros locais, lojas da própria BVG, nas máquinas
automáticas, tabacarias.
Mapas com diagrama do serviço do metro, serviço nocturno, etc. estão disponíveis gratuitamente
nas várias lojas da BVG (normalmente em estações de metro, como Zoologischer Garten, Rathaus Steglitz,  Alexanderplatz).

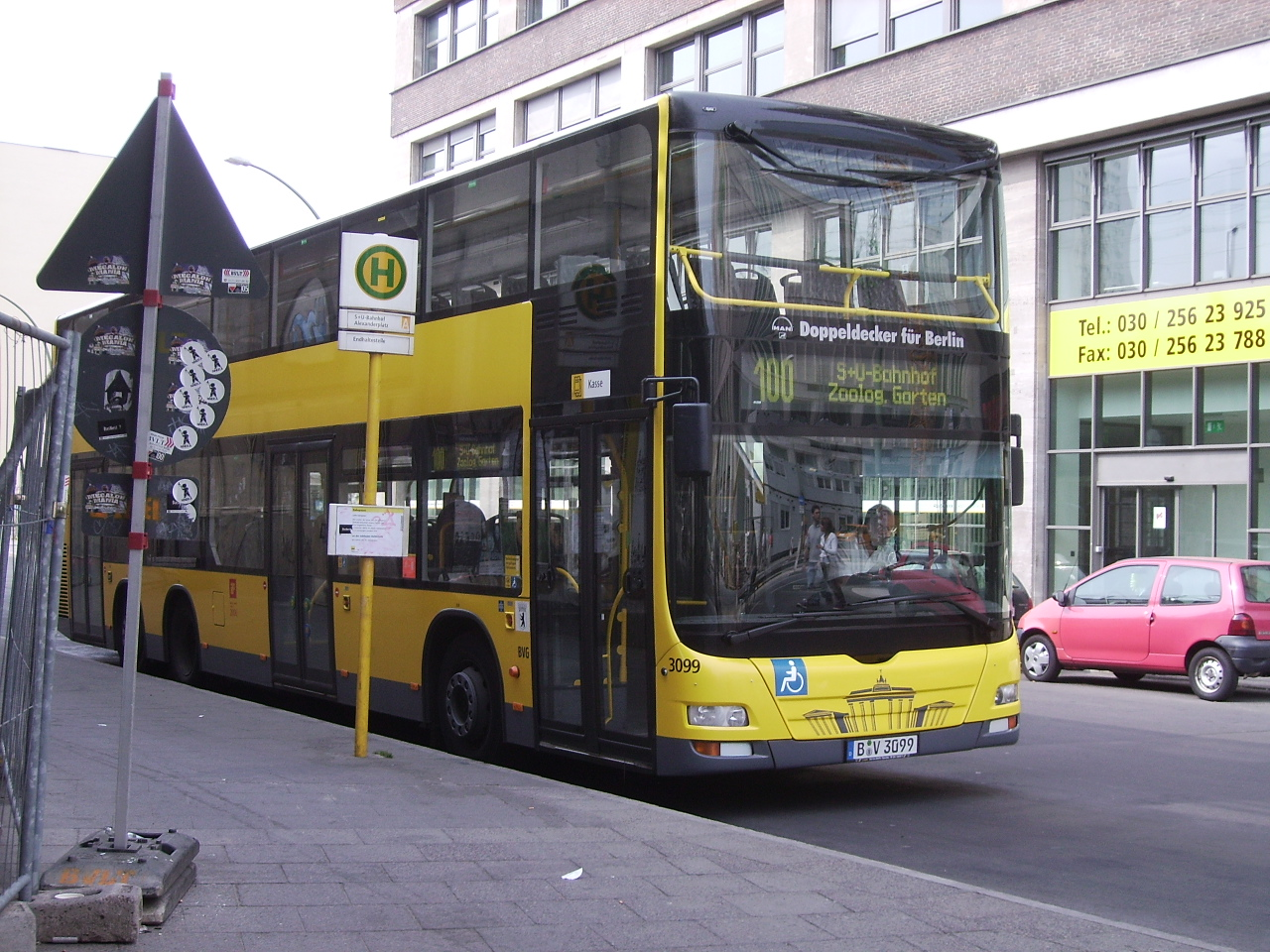

## Linhas importantes para visitantes
- X9   (autocarro) - Aeroporto Tegel - Zoologischer Garten (centro de Berlim Ocidental)
- 109   (autocarro) - Aeroporto Tegel - Zoologischer Garten (centro de Berlim Ocidental)
- TXL   (autocarro) - Aeroporto Tegel - Alexanderplatz (centro de Berlim Oriental)

- 100    (autocarro)- linha turística. Passa diante de vários ícones da cidade (Reichstag, Haus der Kulturen der Welt, Palácio Bellevue, Brandenburger Tor, Torre da Televisão, Catedral, Siegessaeule, ...), ligando o centro da cidade ocidental com o da oriental. A tarifa é igual à das carreiras normais.
- 200    (autocarro) - carreira também bastante frequentada por turistas. Passa pela famosa Potsdamer Platz, Philarmonie, Torre da Televisão,...

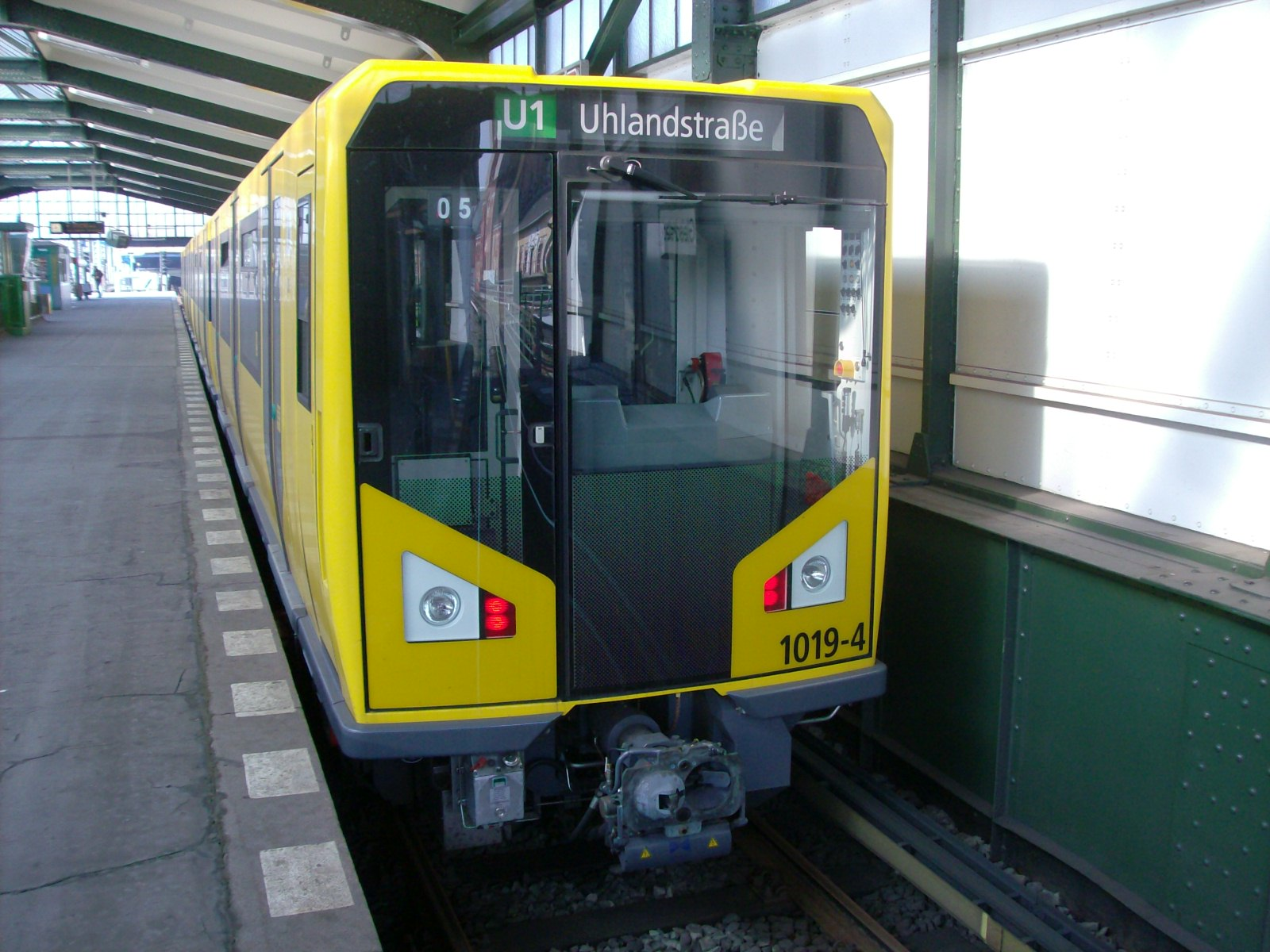

## Curiosidades
Sob a alçada da BVG estão 9 linhas de metro, 27 de eléctricos (quase na totalidade somente
na antiga Berlim Oriental), 161 de autocarros e 6 de barco.
Existem dois tipos de metro: Kleinprofil, Grossprofil (mais largos que os Kleinprofil).
A BVG dispõe de 3 tipos de autocarros: standard (1-piso), articulados e de 2-pisos. Entre
os standard existem vários de 3 eixos. Os autocarros de 2-pisos - conhecidos por Grosse
Gelben ("Os Grandes Amarelos")- encontram-se principalmente na parte ocidental da cidade.
Desde Agosto de 2004 circula um protótipo de 2-pisos, mas desta feita de 3 eixos.
A cor-padrão dos autocarros, eléctricos e metro é o amarelo, havendo ainda vários autocarros
bege.
Desde Abril de 2004 que é obrigatório, à entrada no autocarro, mostrar o bilhete ao motorista.
A partir de Junho de 2003, ao fim-de-semana e feriados, o serviço do metro (e do comboio
suburbano) nunca chega a encerrar, algo de único pelo menos na Europa.
Para fãs dos meios de transporte: Museu do Metropolitano aberto todos os primeiros Sábados de
um mês (não há exposição de veículos). Bastante interessante, e aí já com bastantes veículos,
é visitar o Deutsches Technikmuseum, onde se podem admirar vários eléctricos, autocarros e
automotoras de tempos idos (e carros...). No entanto aberto somente aos Domingos de Setembro.